# Cheilolejeunea celata
Cheilolejeunea celata là một loài Rêu trong họ Lejeuneaceae. Loài này được Renner, Matt A. M. & Glenny mô tả khoa học đầu tiên năm 2003.